# John Cyril Campbell
John Cyril Campbell là một vận động viên điền kinh và huấn luyện viên bóng đá đầu tiên của Panathinaikos (thời điểm đó là Podosfairikos Omilos Athinon - Football Club of Athens).